# Elsa Sidler
Elsa Sidler (23 januari 1932) is een Zwitserse voormalige kanovaarster. Ze nam deel aan de Olympische Zomerspelen van 1952.

## Belangrijkste resultaten

### Olympische Zomerspelen
| Jaar | Plaats   | Discipline | Onderdeel         | Resultaat                               |
| ---- | -------- | ---------- | ----------------- | --------------------------------------- |
| 1952 | Helsinki | kanovaren  | K-1 500 meter (v) | eerste ronde (vierde in de derde reeks) |